# Villas-Bôas Corrêa
Luiz Antonio Villas-Bôas Corrêa (Rio de Janeiro, 2 de dezembro de 1923 - Rio de Janeiro, 15 de dezembro de 2016) foi um jornalista brasileiro. Era o mais antigo analista político do Brasil até a sua morte. Começou em 1948 e até 2011 assinou uma coluna no Jornal do Brasil.

## Biografia
Nascido no bairro da Tijuca, no Rio de Janeiro, formou-se em Direito pela Faculdade Nacional de Direito, da antiga Universidade do Brasil, em 1947.
Iniciou sua atividade jornalística, sempre na área política, em 27 de outubro de 1948, no jornal "A Notícia". Trabalhou também no "Diário de Notícias", na Rádio Nacional e em diversas emissoras de televisão, notadamente na Rede Manchete, na qual atuou como comentarista político desde 1991 até o fechamento da emissora de Adolfo Bloch. Durante 23 anos, trabalhou na sucursal do Rio do jornal O Estado de S. Paulo, inicialmente como chefe da seção política e, mais tarde, como diretor da sucursal. Também trabalhou no matutino O Dia, lançado por Chagas Freitas após assumir o diário A Notícia.
Retornou ao Jornal do Brasil, em 1999, como editor de política.
Entre outros livros, escreveu Conversa com a Memória - A História de Meio Século de Jornalismo Público (Ed. Objetiva), onde narra as lembranças de mais de meio século como repórter político, e Casos da Fazenda do Retiro, livro de reminiscências da juventude.
Era casado com Regina Maria de Sá Corrêa, e pai de Marcos Sá Corrêa, também jornalista, e Marcelo Sá Corrêa, professor.
Morreu em 15 de dezembro de 2016, aos 93 anos.